# Copacabana, Antioquia
Copacabana là một khu tự quản thuộc tỉnh Antioquia, Colombia. Thủ phủ của khu tự quản Copacabana đóng tại Copacabana Khu tự quản Copacabana có diện tích 78 ki lô mét vuông. Đến thời điểm ngày 28 tháng 5 năm 2005, khu tự quản Copacabana có dân số 46273 người.